# Paolo Porpora

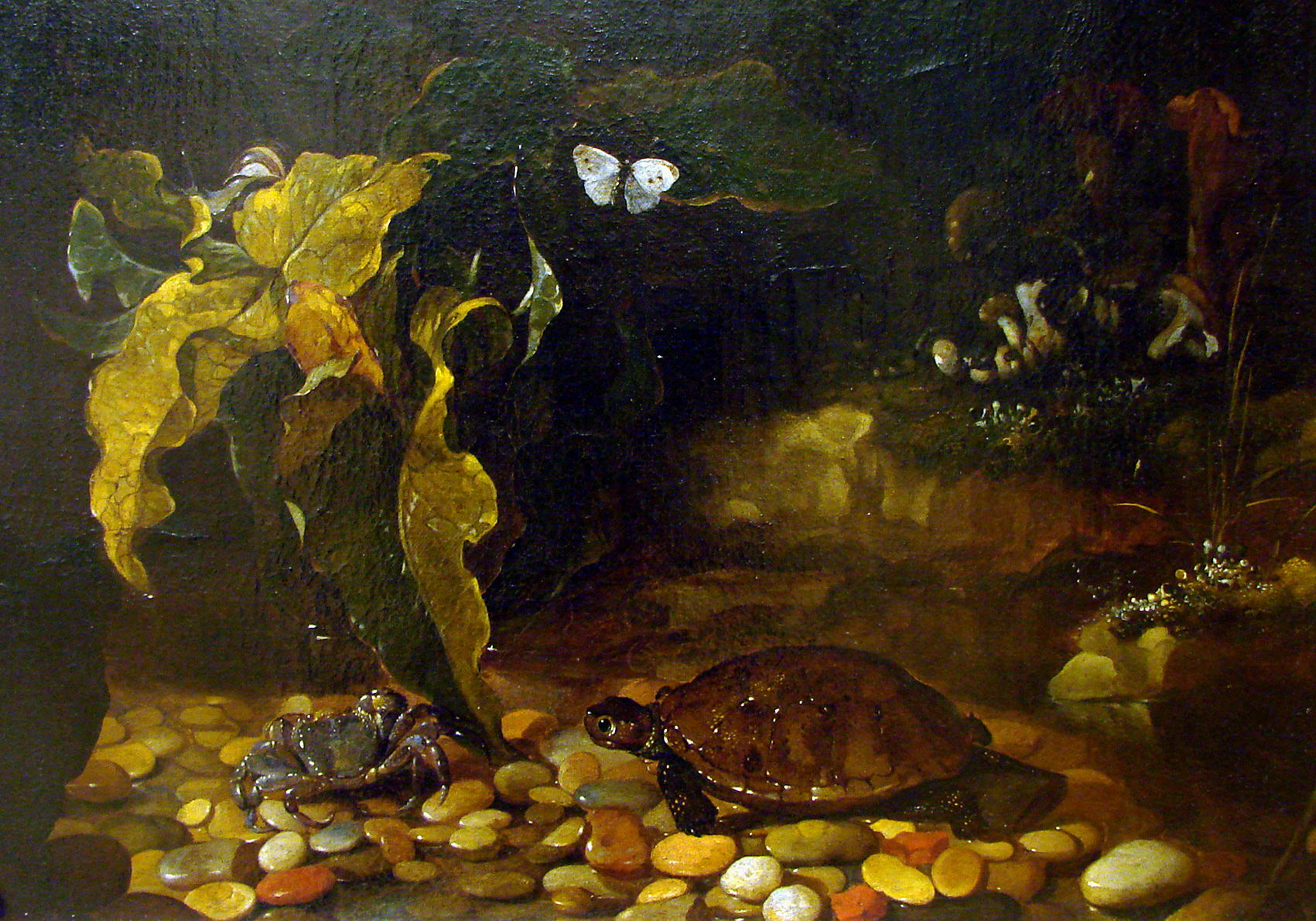
Paolo Porpora, Tortuga i Cranc, Musée des Beaux-Arts de Nancy, 1656

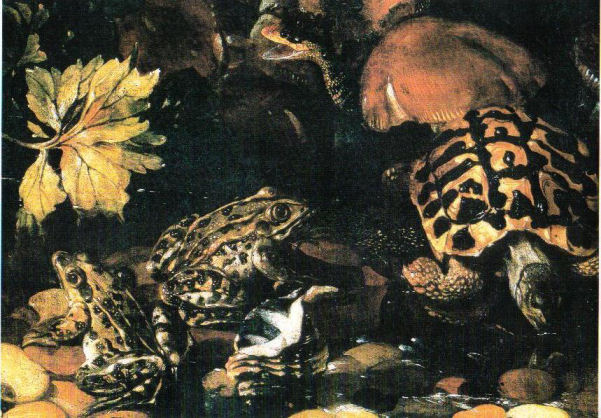
Paolo Porpora, Rèptils, Museo di Capodimonte, Nàpols

Paolo Porpora (1617–1673) va ser un pintor italià de l'estil Barroc tardà, que va estar actiu especialment a Nàpols, es va especialitzar en natura morta floral. Està documentat com alumne de Giacomo Recco, el pare de Giuseppe Recco, i es diu que va treballar amb Aniello Falcone. S'uní a l'Accademia di San Luca fins al 1658. Va estar influenciat pels pintors neerlandesos de natura morta. Entre els seus deixebles hi ha Giovan Battista Ruoppolo i Onofrio Loth (mort el 1717).
Com anècdota, l'agost de l'any 2015, un dels seus quadres, exposat a un museu de Taiwan, valorat en un milió i mig de dólars, de forma accidental va ser foradat per un noi de 12 anys quan va caure accidentalment sobre la tela amb una llauna de refresc a la mà. Les càmeres de seguretat del museu van enregistrar aquest fet i van fer pública la filmació de l'incident. El quadre s'anomenava "Flors" i pertany a una col·lecció privada, però estava assegurat.